# Television New Zealand
Television New Zealand (in maori Te Reo Tātaki o Aotearoa) o TVNZ è la società concessionaria del servizio pubblico televisivo della Nuova Zelanda. È di proprietà del governo neozelandese, nello specifico, la proprietà è suddivisa al 50% tra il Ministero delle Finanze e il Ministero delle Telecomunicazioni.

## Canali televisivi

### Attuali
- TVNZ 1
- TVNZ 2
- TVNZ Duke

### Cessati
- TVNZ 6
- TVNZ 7
- TVNZ Heartland
- TVNZ Kidzone 24
- TVNZ Sport Extra
- TVNZ U